# The Islanders (worstelteam)
The Islanders was een professioneel worstelteam dat actief was in de World Wrestling Federation (WWF). Dit team bestond uit Haku, Tama, Bobby Heenan (manager) en voormalig lid Sivi Afi.